# Мадонна Дрейфуса
«Мадонна Дрейфуса» — картина атрибутируемая итальянскому художнику Лоренцо ди Креди. Хранится в коллекции Национальной галереи искусств в Вашингтоне

## Описание
Мадонна, волосы которой окутаны прозрачной вуалью, ниспадающей ей на плечи, держит в левой руке гранат. Младенец Иисус, очень пухлый, стоит на коленях у своей матери, и кажется, что он взял кусочек фрукта в свой сжатый правый кулак, который он протягивает своей матери, глядя на неё. Проёмы справа и слева позволяют увидеть пейзаж с холмами, деревьями, и горами на дальнем расстоянии.

## История и споры
Картина «Мадонна с младенцем и гранатом» вошла в историю искусства как «Мадонна Дрейфуса», по имени её давнего владельца. Картина школы Андреа дель Верроккьо теперь приписывается Лоренцо ди Креди, который в своем стиле ориентировался на Леонардо да Винчи. Более ранняя идентификация картины как работы Леонардо теперь считается ошибочной.
Впервые картина получила известность, когда ею владел известный парижский коллекционер искусства Гюстав Дрейфус. Она была продана его наследниками в 1930 году и несколько лет пролежала в художественном магазине Duveen Brothers, Inc. в Лондоне и Нью-Йорке. В 1951 году её приобрёл Фонд Сэмюэля Х. Кресса, который в 1952 году передал её в дар Национальной галерее искусств в Вашингтоне.
С момента обнаружения картины её авторство приписывалось сначала самому Верроккьо, а затем, в отсутствие подтвержденной подписи, Лоренцо ди Креди. Однако с самого начала было отмечено, что картина намного превосходит то, что мог создать Лоренцо ди Креди. В ней можно увидеть такие мягкие переходы цветов и контуров, такие мягкие тени, которых нет ни в одной из его других картин. Поэтому в 1929 году Вильгельм Суида впервые предложил Леонардо в качестве автора картины, а в 1932 году его поддержал Бернард Дегенхарт.
Тем не менее, мнения искусствоведов по-прежнему расходились. Историк искусств Бернард Беренсон считал картину (1938) работой Лоренцо ди Креди, который пытался подражать Леонардо. Многие другие искусствоведы согласились с этой атрибуцией. Джон Ширман, напротив, считал автором картины (1967) Верроккьо, а рисунок в дрезденском Гравюрном кабинете — этюдом к ней. Гюнтер Пассавант (1969) считал картину только работой мастерской Верроккьо, но также полагал возможным авторство Лоренцо ди Креди. Соответственно, долгое время картина лишь нейтрально приписывалась мастерской Верроккьо, пока Национальная галерея искусств в Вашингтоне не решила вновь каталогизировать её как работу Лоренцо ди Креди.
Несмотря на это, большинство исследователей современного искусства всё больше склоняются к тому, чтобы считать картину ранней работой Леонардо да Винчи. В 1968 году Шелдон Гроссман заявил, что картина является копией утраченной работы Лоренцо ди Креди, которая была написана по эскизу Леонардо. Однако в том же году её приписал самому Леонардо Раймонд Сомерс Стайтс. За ним последовали Карло Раггианти (1975), Пьетро К. Марани (1989 и 1999) и другие.
В отличие от них, Джек Вассерман (1975) снова признаёт автором картины Леонардо, в то время как Пьеро Адорно (1991) считает её мастерской работой из студии Верроккьо, над которой могли работать два разных ученика, учитывая, что младенец был плохо прорисован, а Мария — лучше. «Поклонение младенцу с двумя ангелами» в Детройте, в которой некоторые учёные также предполагают участие Леонардо в работе над отдельными частями, сегодня оценивается аналогичным образом.
Помимо неудачно написанного ребёнка, отсутствие отпечатков пальцев, характерных для Леонардо, безусловно, является главным аргументом против его авторства. Марани объясняет это старой, не задокументированной чисткой картины, во время которой они могли быть утеряны. Сегодня владелец картины, Национальная галерея искусств в Вашингтоне, однозначно приписывает её ди Креди.
Дата создания картины оспаривается. Пассавант предполагает, что она была написана позже «Мадонны с гвоздикой». Вассерман относит её создание примерно к тому же времени. Марани относит её близко ко времени написания «Благовещения» из Галереи Уффици во Флоренции, в котором он видит сходство в технике живописи. Он также признаёт венецианское влияние, которое объясняет тем, что Леонардо сопровождал Верроккьо в его путешествии в Венецию в 1469 году.